# Катарратто

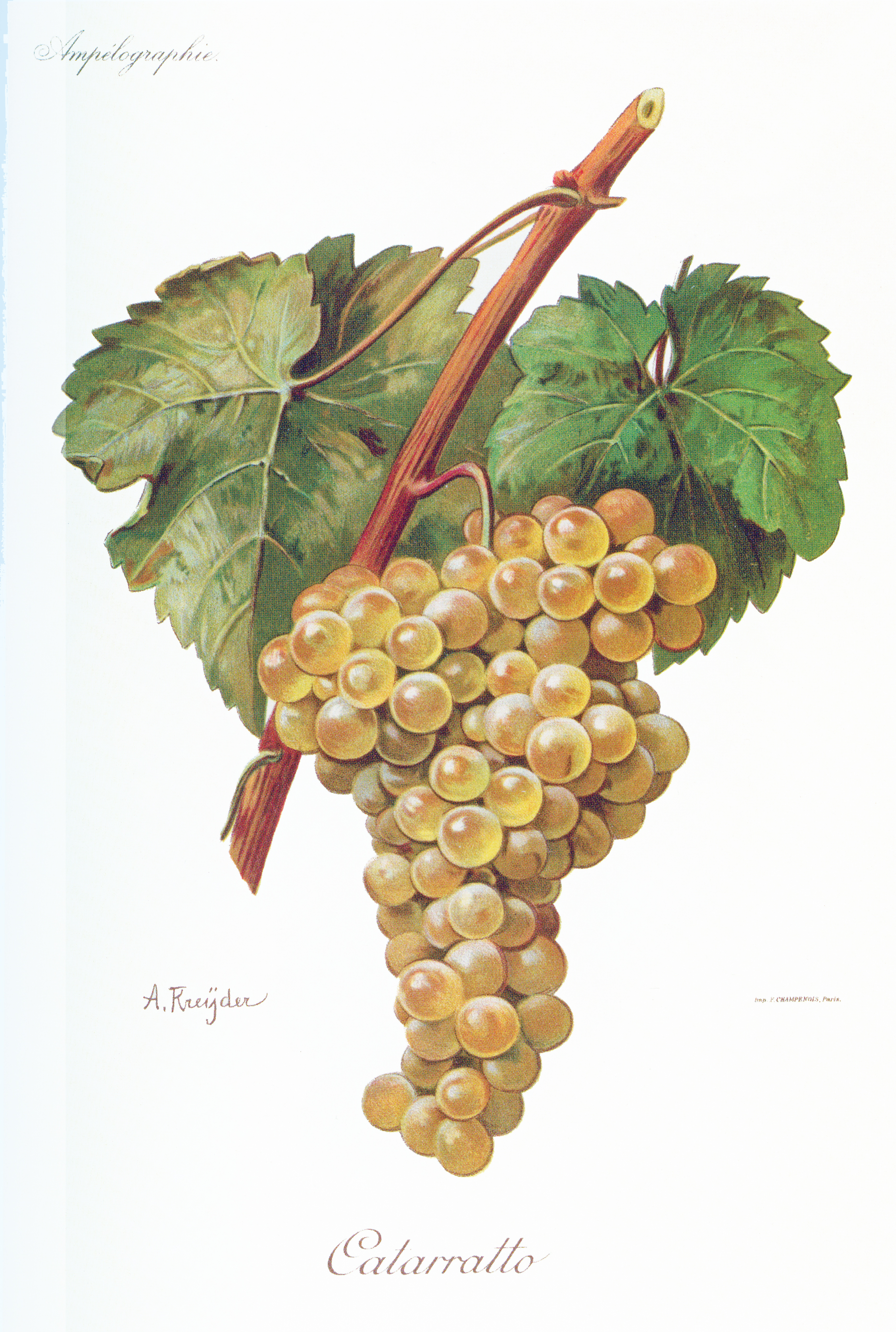
Катарратто

Катарратто («італ. Catarratto») — італійський технічний сорт білого винограду, культивується на Сицилії у провінції Трапані. 

## Географія сорту
Сорт є автохтонним для Сицилії. Виноградники Катарратто займають перше місце по площі серед білих сортів винограду на Сицилії (до 60 % від усіх виноградників острова) та друге в Італії, після Требьяно Тоскано. Основні виноробні зони, де використовується Катарратто:
- Етна DOC
- Алькамо DOC
- Салапарута DOC
- Марсала DOC
- «італ. Contea di Sclafani bianco DOC»

## Характеристики сорту
Розрізняють два основних клони сорту:
- Катарратто б'янко комуне — відрізняється високим вмістом цукру, використовується у виробництві вин марсала;
- Катарратто б'янко лучидо — найрозповсюдженіший та більш цінний за своїми характеристиками.

Високоврожайний сорт, стійкий до шкідників та хвороб. Гроно середнього розміру, витягнуте, з двома крилами. Ягоди середнього розміру, від зелено-жовтого до золотистого кольору. Сік характеризується досить низькою кислотністю. Лозу зазвичай формують за системою альберелло — невисокого дерева.

## Характеристики вина
Катарратто використовують зазвичай у купажах — з Грілло та Інзолією для виробництва марсали. Крім того, виробляють моносортові та купажовані сухі вина, вони відрізняються квітковими та цитрусовими ароматами, гарною структурою та високим вмістом алкоголю. Виробляють також виноградний концентрат для подальшої переробки у сухі вина. Вина з Катарратто гарно поєднуються зі стравами з морепродуктів та білого м'яса.